# Burkhardtsgrün (Zschorlau)

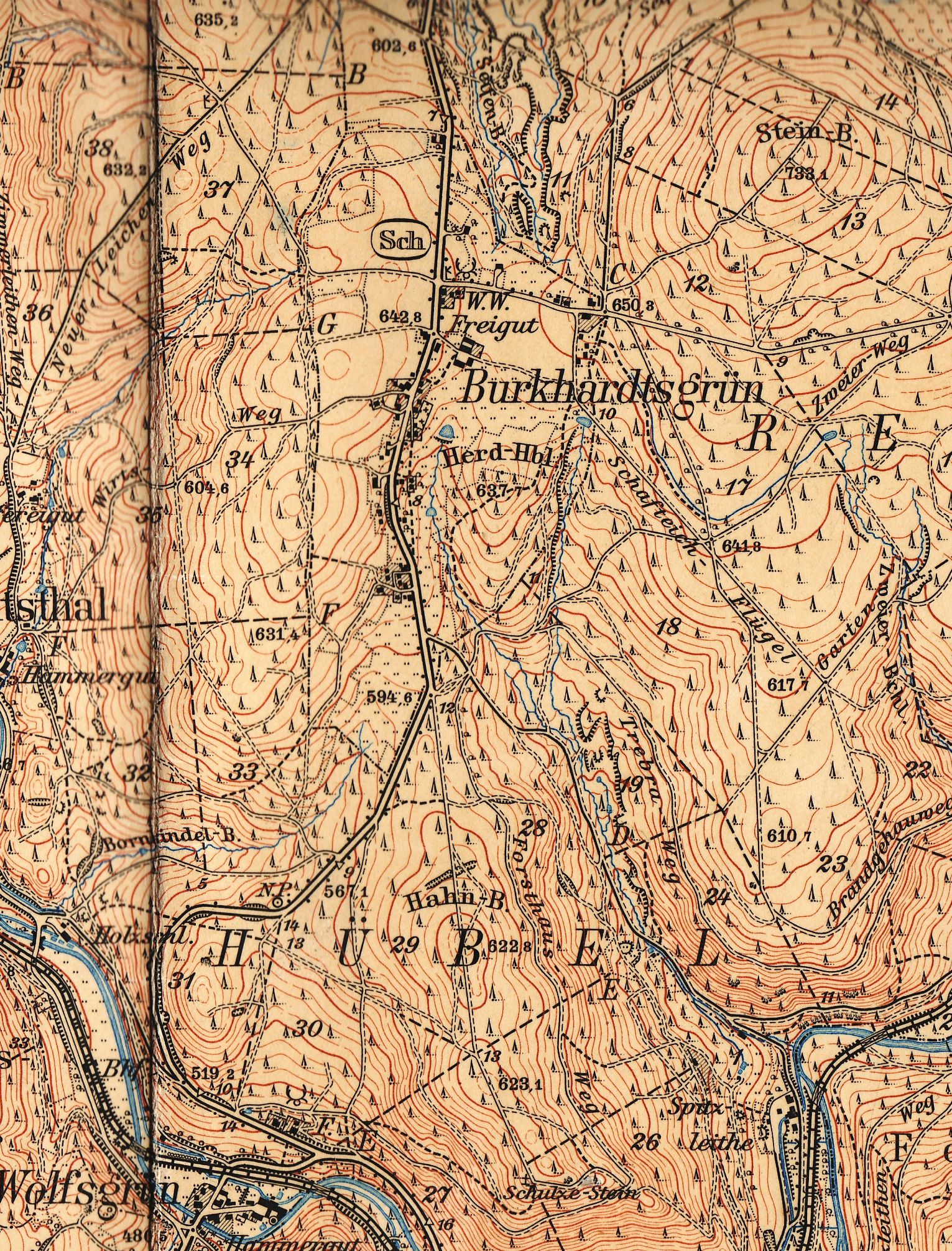
Landkarte um 1900

Burkhardtsgrün ist ein Ortsteil der Gemeinde Zschorlau im Erzgebirgskreis. Er wurde am 1. Januar 1996 eingemeindet.

## Lage
Burkhardtsgrün liegt im Westerzgebirge in einer Höhenlage zwischen 595 und 643 m ü. NN auf einer Blöße am Hang des Steinberges an der Verbindungsstraße zwischen Schneeberg und Eibenstock.
Der Ort liegt nach der Naturraumkarte von Sachsen in der Mesogeochore „Hochflächen bei Schneeberg“ und gehört zur Mikrogeochore „Burkhardtsgrüner Kuppengebiet“.

## Geschichte

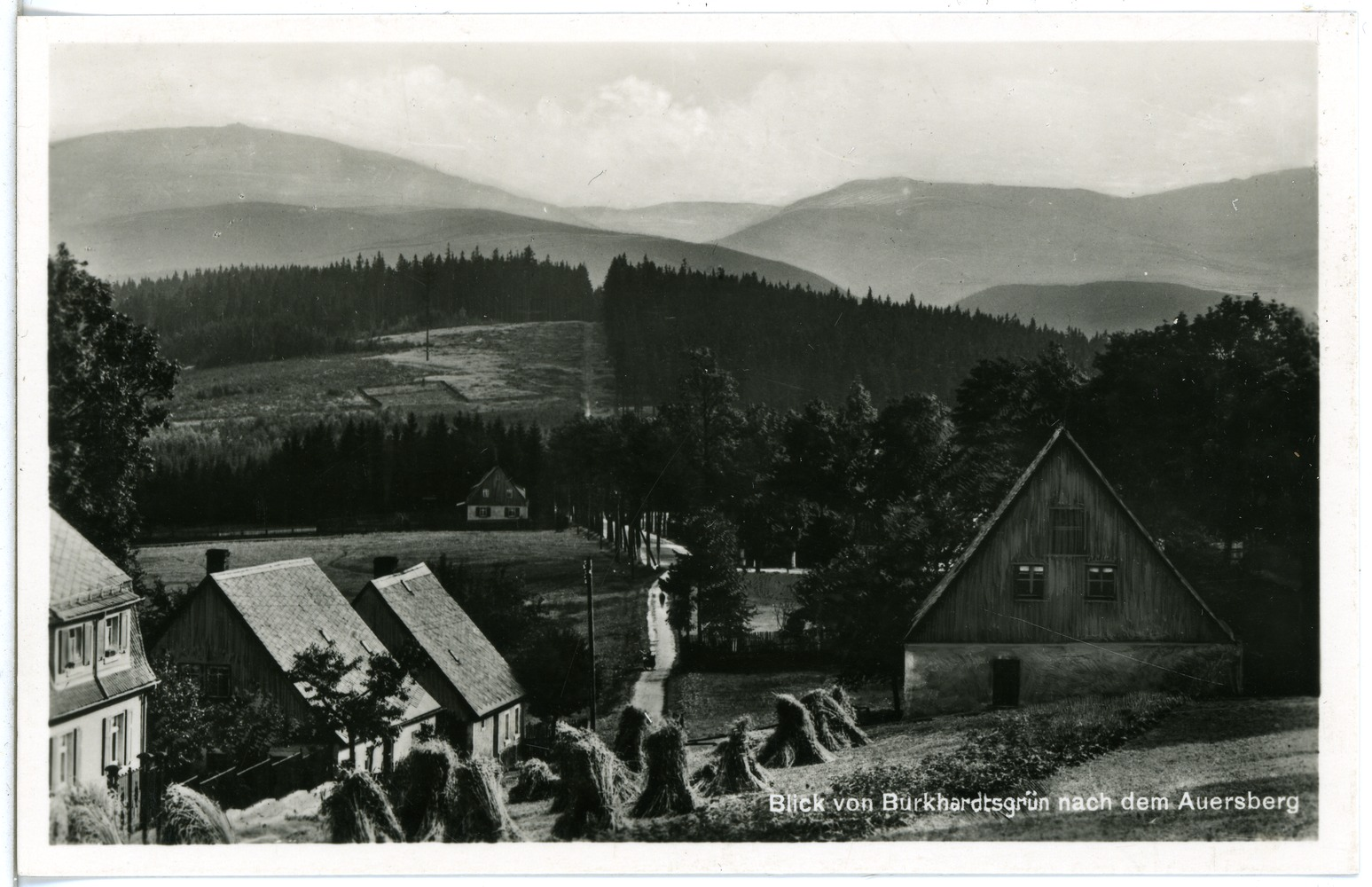
Blick zum Auersberg (1931)

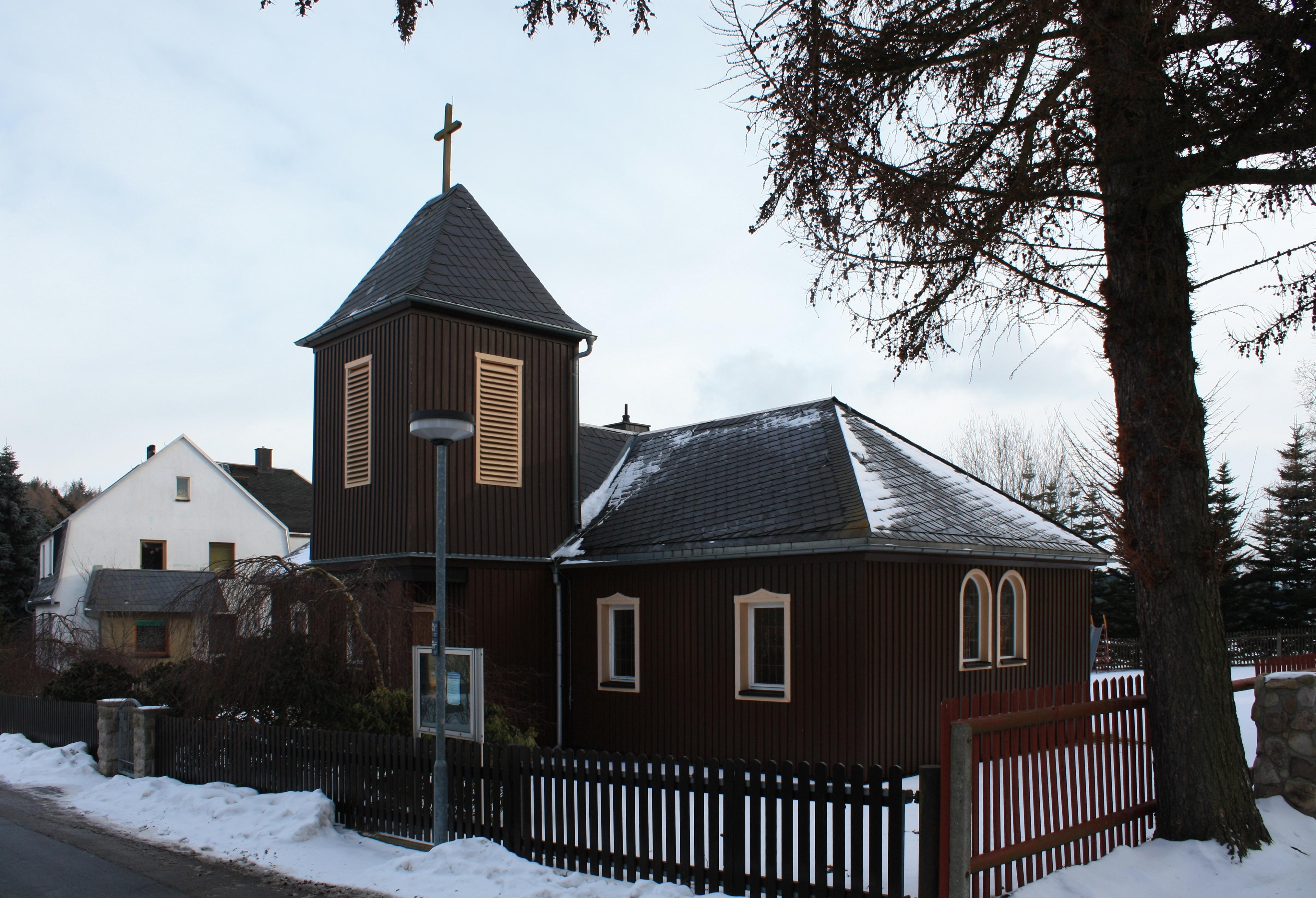
Evangelisch-methodistische Friedenskapelle

Der Ort hat sich wie das benachbarte Albernau aus einem Freigut entwickelt, das bereits 1395 als Burgoldisgrün in der Herrschaft Schwarzenberg urkundlich erwähnt wurde. Dieses Gebäude war sehr markant, denn es trug bis 1920 ein Türmchen mit Glocke und Uhr.
Zwischen 1517 und 1524 wurden von Asmus Schürer, Caspar Schürer und Balthasar Gläser aus Glasmacherfamilien drei Freihöfe in Burkhardtsgrün und die damit verbundenen Jagd- und Fischfangrechte aufgelassen. Asmus Sohn Christoph Schürer ging nach Albernau, um dort eine neue Glashütte anzulegen. Die Glashütte in Burkhardtsgrün ist urkundlich erstmals 1533 nachweisbar. Sie war mit dem Freihof von Balthasar Schürer verbunden und scheint schon früher bestanden zu haben. Bereits 1550 produzierte sie nicht mehr. Die Familien Schürer und Gläser sollen nach Bischofsgrün im Fichtelgebirge ausgewandert sein. 1558 befinden sich Vertreter der Gläser aber noch im Ort, als der Schneeberger Amtsverwalter Hans Todt und der Grünhainer Amtsschösser Wolf Ragwitz im Auftrag des Kurfürsten von Sachsen einen Streit um eine Rainung zu den Besitzungen mit Wiesenburg schlichten.
Die dörfliche Siedlung, deren Bewohner sich mit Wald-, Seifenarbeit, Bergbau, Nähereien und Stickereien ernährten, bildete sich um die Freigüter, die Glashütte und das neu angelegte Jagdhaus in der Mitte des 16. Jahrhunderts. Kurfürst August von Sachsen kaufte 1574 das Freigut und ließ hier einen Viehhof und ein Gestüt einrichten. Der Ort hatte um 1800 etwa 125 Einwohner. Friedrich Gottlob Leonhardi berichtete im dritten Band seiner Erdbeschreibung der churfürstlich-sächsischen Lande, der 1804 in dritter Auflage erschien: „Burckhardtsgrün ein amtssässiges Freyguth mit 16 Häusern und 114 Einwohnern im Jahr 1800, aber nur 110 Einwohnern im Jahre 1801, hat in der Nähe ein Zinn-Seifenwerk.“
Johann Traugott Lindner schrieb im Jahr 1848: „Von Burkhardtsgrün aus hat man bei der Chausseegeldereinnahme eine Fernsicht auf das sogenannte sächsische Sibirien, welches diese Benennung in keinerlei Weise verdient.“
Burkhardtsgrün lag bis 1832 im kursächsischen bzw. königlich-sächsischen Kreisamt Schwarzenberg. Nach dessen Teilung gehörte der Ort zwischen 1832 und 1856 zum Amt Eibenstock. Ab 1856 gehörte der Ort zum Gerichtsamt Schneeberg und ab 1875 zur Amtshauptmannschaft Schwarzenberg, die 1947 in Landkreis Aue umbenannt wurde.
Durch die zweite Kreisreform in der DDR kam Burkhardtsgrün im Jahr 1952 zum Kreis Aue im Bezirk Chemnitz (1953 in Bezirk Karl-Marx-Stadt umbenannt), der ab 1990 als sächsischer „Landkreis Aue“ fortgeführt wurde und 1994 im Landkreis Aue-Schwarzenberg aufging. 1993/94 errichtete die Union-Bau AG am nördlichen Ortsausgang in Richtung Schneeberg die HERR-BERGE, ein Seniorenpflegeheim kombiniert mit einem sozialtherapeutischen Wohnheim, mit betreutem Wohnen, Physiotherapie, Ergotherapie und Ferienwohnungen der Evangelisch-Freikirchen Gemeinden.
Am 1. Januar 1996 wurde Burkhardtsgrün nach Zschorlau eingemeindet. Seit 2008 gehört der Ort zum Erzgebirgskreis.

## Entwicklung der Einwohnerzahl
| Jahr    | Einwohnerzahl                                   |
| ------- | ----------------------------------------------- |
| 1550/51 | 2 besessene Mann, 3 Häusler, 3 Inwohner, 1 Hufe |
| 1791    | 14 Häusler                                      |
| 1834    | 114                                             |
| 1871    | 281                                             |

| Jahr | Einwohnerzahl |
| ---- | ------------- |
| 1890 | 258           |
| 1910 | 380           |
| 1925 | 368           |
| 1939 | 397           |

| Jahr | Einwohnerzahl |
| ---- | ------------- |
| 1946 | 380           |
| 1950 | 495           |
| 1964 | 427           |
| 1990 | 347           |

## Kirchgemeinden

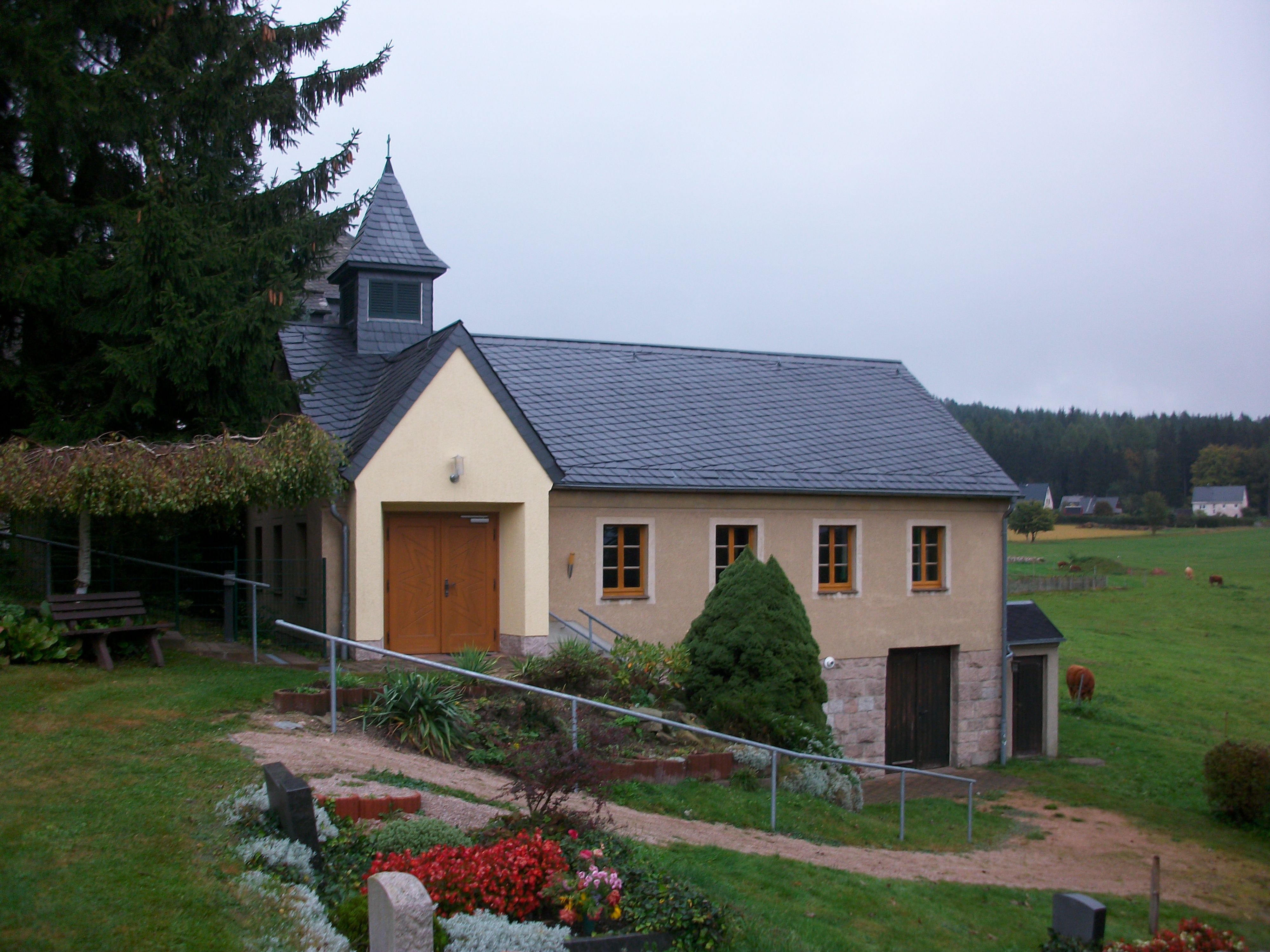
Burkhardtsgrün, Evangelisch-lutherische Kirche (2016)

- evangelisch-lutherische Gemeinde der Evangelisch-Lutherischen Landeskirche Sachsens (Kirchenbezirk Aue)
- evangelisch-methodistische Gemeinde
- Landeskirchliche Gemeinschaft

## Persönlichkeiten
- Carl Eduard Mannsfeld (1822–1874), Jurist und Politiker, MdL (Königreich Sachsen)